# Rosa María Bayardo Cabrera
Rosa María Bayardo Cabrera (Colima, Colima; 12 de diciembre de 1985) es una política y psicóloga mexicana, militante del Movimiento Regeneración Nacional. Fue diputada federal por Distrito electoral federal 2 de Colima de 2018 a 2021. Actualmente es Secretaria Estatal de Desarrollo Económico del Estado de Colima desde el 1 de noviembre de 2021.

## Diputada federal (2018-2021)

#### LXIV Legislatura
Fue electa como diputada federal suplente para el periodo 2018-2021 por el segundo distrito electoral federal de Colima representando al Movimiento Regeneración Nacional en las elecciones de 2018. Tomó protesta el 4 de diciembre de 2018, luego de que Indira Vizcaíno Silva solicitara licencia para asumir el cargo de coordinadora estatal de los Programas de Desarrollo del Estado de Colima por nombramiento del presidente Andrés Manuel López Obrador.
| Comisiones y comités a los que perteneció                              | Comisiones y comités a los que perteneció | Comisiones y comités a los que perteneció      |
| Comisión o Comité                                                      | Puesto                                    | Periodo                                        |
| ---------------------------------------------------------------------- | ----------------------------------------- | ---------------------------------------------- |
| Comunicaciones y Transportes                                           | Secretaria                                | 10 de diciembre de 2020 - 31 de agosto de 2021 |
| Medio Ambiente, Sustentabilidad, Cambio Climático y Recursos Naturales | Integrante                                | 11 de diciembre de 2018 - 31 de agosto de 2021 |
| Turismo                                                                | Integrante                                | 11 de diciembre de 2018 - 31 de agosto de 2021 |

Fue reelecta como diputada federal para el periodo 2021-2024 por el segundo distrito electoral federal de Colima representando al Movimiento Regeneración Nacional en las elecciones de 2018 para la LXV Legislatura del Congreso de la Unión de México.